# Transtejo Soflusa
A Transtejo Soflusa é uma empresa de transporte fluvial que opera serviços de ferry na Área Metropolitana de Lisboa, sendo a principal empresa de transporte fluvial que faz a ligação das duas margens da foz do rio Tejo. Tem barcos do tipo catamarã, ferry-boat, cacilheiro e elétricos, que foram construídos em Portugal, Espanha, Alemanha, Austrália, Reino Unido e Singapura.

## História
A Transtejo foi fundada a 17 de dezembro de 1975, em consequência de profundas alterações políticas em Portugal. O governo determinou a nacionalização e fusão de cinco sociedades que então exploravam as cinco carreiras fluviais do rio Tejo, ligando Lisboa a diversas localidades da Margem Sul:
- Sociedade Marítima de Transportes, Lda.;
- Empresa de Transportes Tejo, Lda.;
- Sociedade Nacional Motonaves, Lda.;
- Sociedade Jerónimo Rodrigues Durão, Herdeiros, Lda.;
- Sociedade Damásio, Vasques e Santos, Lda..

Foi com base no Decreto-Lei Nº 701-D/75 de 17 de Dezembro, que ocorreu a fundação da Transtejo - Transportes Tejo, E.P., ou apenas Transtejo, indo ao encontro da necessidade de reestruturação e coordenação da atividade dos operadores fluviais do Tejo, assegurando o seu regular funcionamento, integrando quase todas as ligações entre as duas margens do Tejo, com exceção da travessia entre Lisboa (Terreiro do Paço) e o Barreiro, que pertencia ao setor fluvial da CP - Caminhos de Ferro Portugueses, E.P.E., outra empresa nacionalizada do estado que detinha a exploração desta ligação fluvial, articulando desse modo a rede ferroviária a Norte e a Sul do estuário do Tejo.
A 11 de Novembro de 1992 a CP e a recém-criada TEX - Transporte de Encomendas Expresso, Lda. constituem, por escritura pública, a Soflusa - Sociedade Fluvial de Transportes, S.A., ou apenas Soflusa, com o objetivo de explorar a ligação fluvial de Lisboa (Terreiro do Paço) ao Barreiro, ligação essa que foi concessionada à CP pelo art. 3.º do DL 116/92, de 20 de Junho. No mesmo ano, a Transtejo foi tornada numa sociedade anónima, pelo Decreto-Lei 150/92, de 21 de Julho, passando a denominar-se Transtejo - Transportes Tejo, S.A., com a totalidade do seu capital social sendo detida diretamente pelo Estado Português.
Em 1998, no contexto da Expo'98, a Transtejo inaugurou ligações entre os portos da Margem Sul e o Parque das Nações. Inicialmente, foram extintas após o término da Expo, mas foram reeinauguradas de forma regular em Março de 2001, com a primeira carreira regular, circulando entre o Parque das Nações, Seixal e Cacilhas, com a adição de uma segunda carreira para o Barreiro feita em Outubro desse mesmo ano, adicionando-se às carreiras regulares que já existiam. Estas ligações mantiveram nos dias úteis até 2003 e aos fins-de-semana até 2006, já fundidas numa única carreira na altura da sua extinção.
Em 2001 a Transtejo, que já era acionista da Soflusa, adquiriu a totalidade do capital social da empresa, respetivamente 76,350% à CP, E.P.E. e 0,0026% à TEX, Lda.. Consequentemente, os membros do Conselho de Administração da Transtejo foram nomeados administradores da Soflusa.
Em 2004 entraram ao serviço os novos navios catamarã encomendados pela Transtejo para esta ligação, reduzindo o tempo de viagem de 30 para cerca de 20 minutos.
Em 2013, foi anunciado que o grupo Transtejo seria fundido operacionalmente com as empresas Metropolitano de Lisboa e Carris, processo que ficou concluído no início de 2015, com a criação da marca Transportes de Lisboa. A fusão foi anulada pelo XXI Governo Constitucional a 1 de janeiro de 2017 e as empresas voltaram a ser autónomas do ponto de vista da gestão.
A 25 de janeiro de 2017, uma embarcação proveniente do Barreiro, transportando 561 passageiros, sofreu um acidente no Terminal Fluvial do Terreiro do Paço. Determinou-se que a principal causa do embate se deveu à falta de visibilidade em consequência do nevoeiro que se abateu naquela zona àquela hora. O barco teria partido da Margem Sul às 8h10 da manhã e às 8h30 teria chocado, resultando em ferimentos em 34 pessoas que tiveram de ser assistidas pelo INEM e pela Polícia Marítima. Apesar dos ferimentos dos passageiros não terem sido graves, a Soflusa abriu um inquérito para apurar as causas do acidente.
Em 2023, a Soflusa - Sociedade Fluvial de Transportes, S.A., empresa detida integralmente pela Transtejo - Transportes Tejo, S.A. e com a mesma administração desde 2001, foi liquidada e todo o seu património e trabalhadores transferidos para a Transtejo, unindo de vez as duas empresas numa única só e rebatizando a última para TTSL - Transtejo Soflusa, S.A., ou apenas Transtejo Soflusa.

### Navios elétricos
Em outubro de 2020, a empresa espanhola Astilleros Gondán venceu o concurso para fornecimento de 10 navios totalmente elétricos, num contrato com o valor global de 52,44 milhões de euros para as ligações fluviais de Cacilhas, Montijo e Seixal a partir de 2022. A Transtejo adquiriu os dez navios elétricos, só que nove desses catamarãs foram comprados sem as respetivas baterias, estando, portanto, inoperacionais. O Tribunal de Contas considerou não só que o negócio é “irracional” como lesa o interesse público. O episódio levou à demissão do conselho de administração das empresas, liderado por Marina Ferreira, que manteve, no entanto, a posição de que o contrato promoveu o interesse público e que as considerações do Tribunal de Contas eram "ofensivas e ultrajantes".
O primeiro navio elétrico "Cegonha Branca" foi inaugurado em 28 de setembro de 2023. Em novembro de 2023, o Governo reprogramou a despesa relativa à renovação da frota na aquisição de 10 navios elétricos, aumentando em 10 milhões de euros o investimento, que passou para mais de 80,6 ME. Os dez barcos elétricos foram fabricados para navegar em lagos. E apenas três embarcações deste lote estão, em 2025, a assegurar a carreira entre Seixal e Cais de Sodré, em Lisboa e o catamarã Cegonha Branca, já sofreu danos graves no casco causados pelo embate contra um cais em dia de mau tempo.

## Exploração

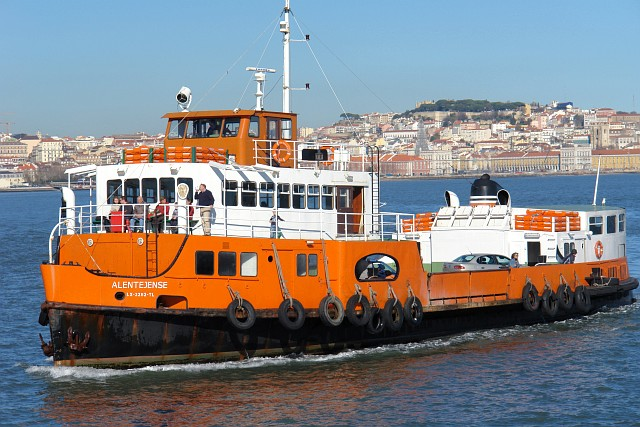
Alentejense.

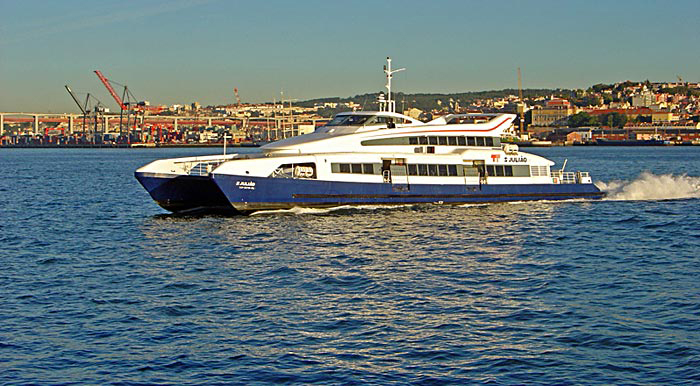
Catamarã São Julião.

Atualmente a Transtejo Soflusa organiza a sua oferta com vista à prestação de um serviço de interesse económico geral e não em busca de rentabilização do negócio. A procura do serviço prestado pelo grupo caiu 46% entre 1998 e 2009, o equivalente a 23,8 milhões de passageiros, pese o esforço feito da renovação da frota das ligações do Seixal, Montijo e Barreiro com a afetação de navios mais rápidos e mais confortáveis. A construção da Ponte Vasco da Gama e o início da exploração ferroviária na Ponte 25 de Abril resultaram em novos hábitos de mobilidade aos quais se associam a crescente procura de bairros habitacionais no interior da Península de Setúbal e a saída de muitas atividades terciárias da Baixa de Lisboa para a zona alta da cidade como fatores responsáveis pela quebra do número de passageiros. Pode-se, também, apontar a falta de intermodalidade em alguns dos terminais da Margem Sul. 
Além das ligações de serviço público, a Transtejo oferece também alguns produtos turísticos e aluguer de navios. 

### Frota
A frota da Transtejo Soflusa é composta por um total de 28 navios:
| Classe               | Nº | Nº | Nomes | Entrada ao serviço                                      | Capacidade                  | Serviço           | Dimensões                                                                          | Velocidade                     |
| -------------------- | -- | -- | --- | ------------------------------------------------------- | --------------------------- | ----------------- | ---------------------------------------------------------------------------------- | ------------------------------ |
| Ferryboat Monocasco  | 1  | 1  | Eborense | Construção: 1953 Reconstrução: 1991 Remotorização: 2004 | 346 passageiros 22 veículos | ~T~               | Comprimento: 50,25m Boca: 11,20m Pontal: 2,65m Calado: 2,10m Arqueação Bruta: 460  | Máxima: 11 Nós                 |
| Alemã                | 1  | 1  | São Paulus | 1959                                                    | 275 passageiros             | Turístico Aluguer | Comprimento: 28,17m Boca: 7,50m Pontal: 3,65m Calado: 2,75m Arqueação Bruta: 257   | Máxima: 10 Nós                 |
| Cacilhense           | 5  | 5  | Campolide Dafundo Madragoa Seixalense Sintrense                                                                             | Entre 1980 e 1982                                       | 408 passageiros             | ~C~               | Comprimento: 29,20m Boca: 7,25m Pontal: 2,21m Calado: 1,80m Arqueação Bruta: 304   | Máxima: 10 Nós                 |
| São jorge            | 1  | 1  | São Jorge | 1992                                                    | 996 passageiros             | ~C~ ~T~           | Comprimento: 49,94m Boca: 9,46m Pontal: 3,05m Calado: 1,85m Arqueação Bruta: 643   | Máxima: 13 Nós                 |
| Catamarã             | 18 | 3  | Algés Castelo Chiado | 1995                                                    | 487 passageiros             | ~M~ ~S~           | Comprimento: 45m Boca: 11,79m Pontal: 2,90m Calado: 1,35m Arqueação Bruta: 431     | Serviço: 22 Nós Máxima: 25 Nós |
| Catamarã             | 18 | 4  | Aroeira Carnide São Julião Sé                                                                                               | 1998                                                    | 487 passageiros             | ~M~ ~S~           | Comprimento: 46,25m Boca: 11,79m Pontal: 2,90m Calado: 1,40m Arqueação Bruta: 445  | Serviço: 22 Nós Máxima: 30 Nós |
| Catamarã             | 18 | 1  | Fantasia | 2001                                                    | 146 passageiros             | ~S~ Turístico     | Comprimento: 26,40m Boca: 7,80m Pontal: 1,98m Calado: 1,34m Arqueação Bruta: 78    | Serviço: 22 Nós Máxima: 26 Nós |
| Catamarã             | 18 | 2  | Cesário Verde Pedro Nunes                                                                                                   | 2002                                                    | 320 passageiros             | ~M~ ~S~           | Comprimento: 37,40m Boca: 10,70m Pontal: 2,60m Calado: 1,06m Arqueação Bruta: 342  | Serviço: 22 Nós Máxima: 30 Nós |
| Catamarã             | 18 | 8  | Almeida Garrett, Antero de Quental Damião de Goes, Fernando Namora Fernando Pessoa, Gil Vicente Jorge de Sena, Miguel Torga | 2003                                                    | 700 passageiros             | ~B~               | Comprimento: 49,20m Boca: 12,30m Pontal: 3,30m Calado: 1,58m Arqueação Bruta: 713  | Serviço: 20 Nós Máximo 30 Nós  |
| Ferryboats Catamarãs | 2  | 2  | Almadense Lisbonense | 2011                                                    | 360 passageiros 29 viaturas | ~T~               | Comprimento: 47,50m Boca: 16,00m Pontal: 3,65m Calado: 2,20m Arqueação Bruta: 1479 | Serviço: 11 Nós Máximo 12 Nós  |

### Terminais
Lisboa:
- Lisboa - Belém  C   LSB
- Lisboa - Cais do Sodré     C  LSB
- Lisboa - Terreiro do Paço     LSB

Margem Sul:
- Barreiro  SA   BRR
- Cacilhas  1 2  ALM
- Montijo (Cais do Seixalinho)  MTJ
- Porto Brandão
- Seixal  SXL
- Trafaria  ALM

#### Belém

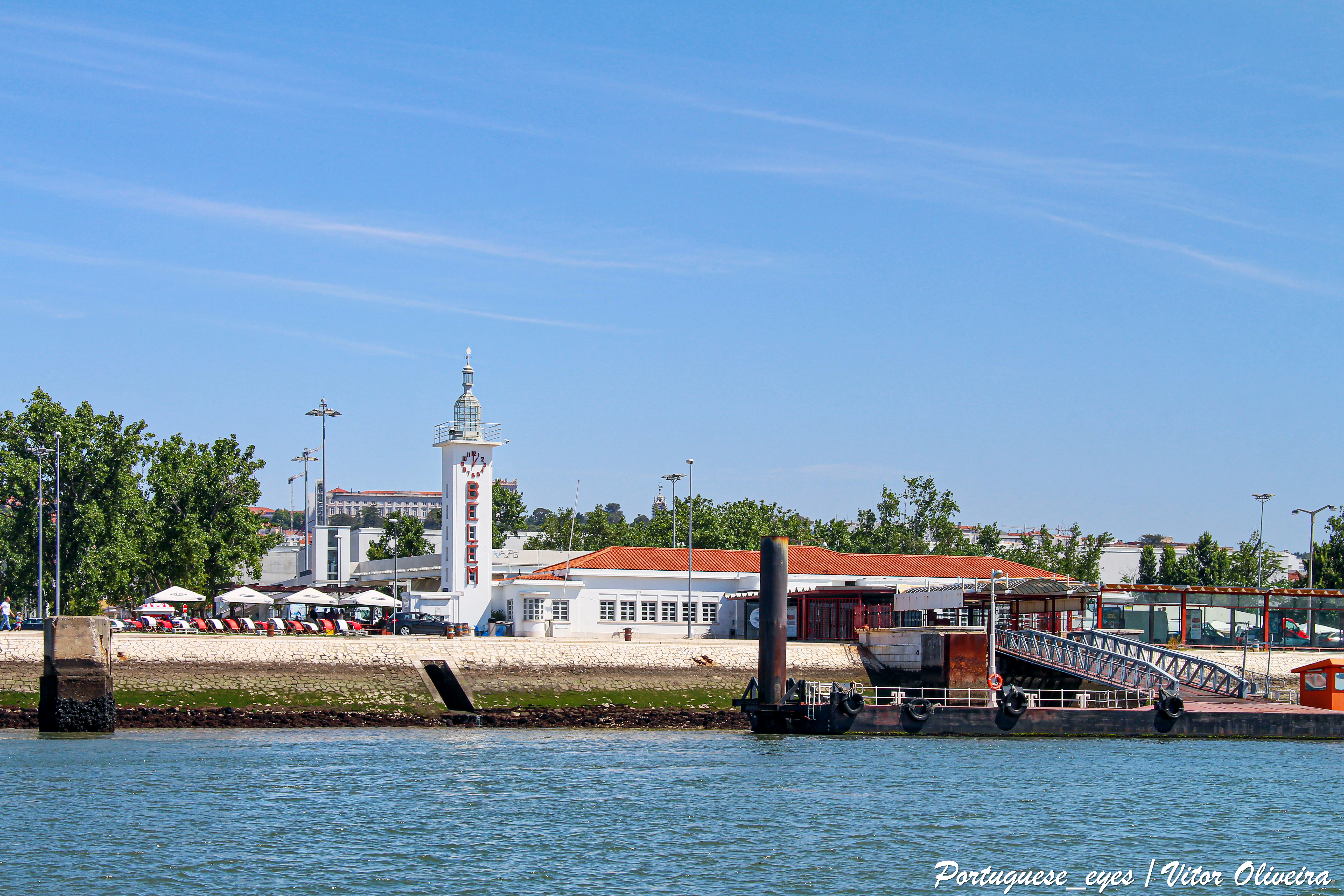
Vista geral da Estação Fluvial de Belém, 2021

A Estação Fluvial de Belém situa-se na cidade de Lisboa, em Portugal, e permite o acesso às embarcações que fazem o trajeto entre Belém e a Margem Sul do rio Tejo:
- ~T~ Belém ⇄ Porto Brandão ⇄ Trafaria

Possui ligações à Linha de Cascais da CP Lisboa e aos transportes rodoviários da Carris e Carris Metropolitana.
Conexões:
- Elétrico: 15E

- Autocarro: 201 714 727 728 729 751 1714 1715 1718 3701 CP
- Comboio: C
- Táxi: LSB

#### Cais do Sodré

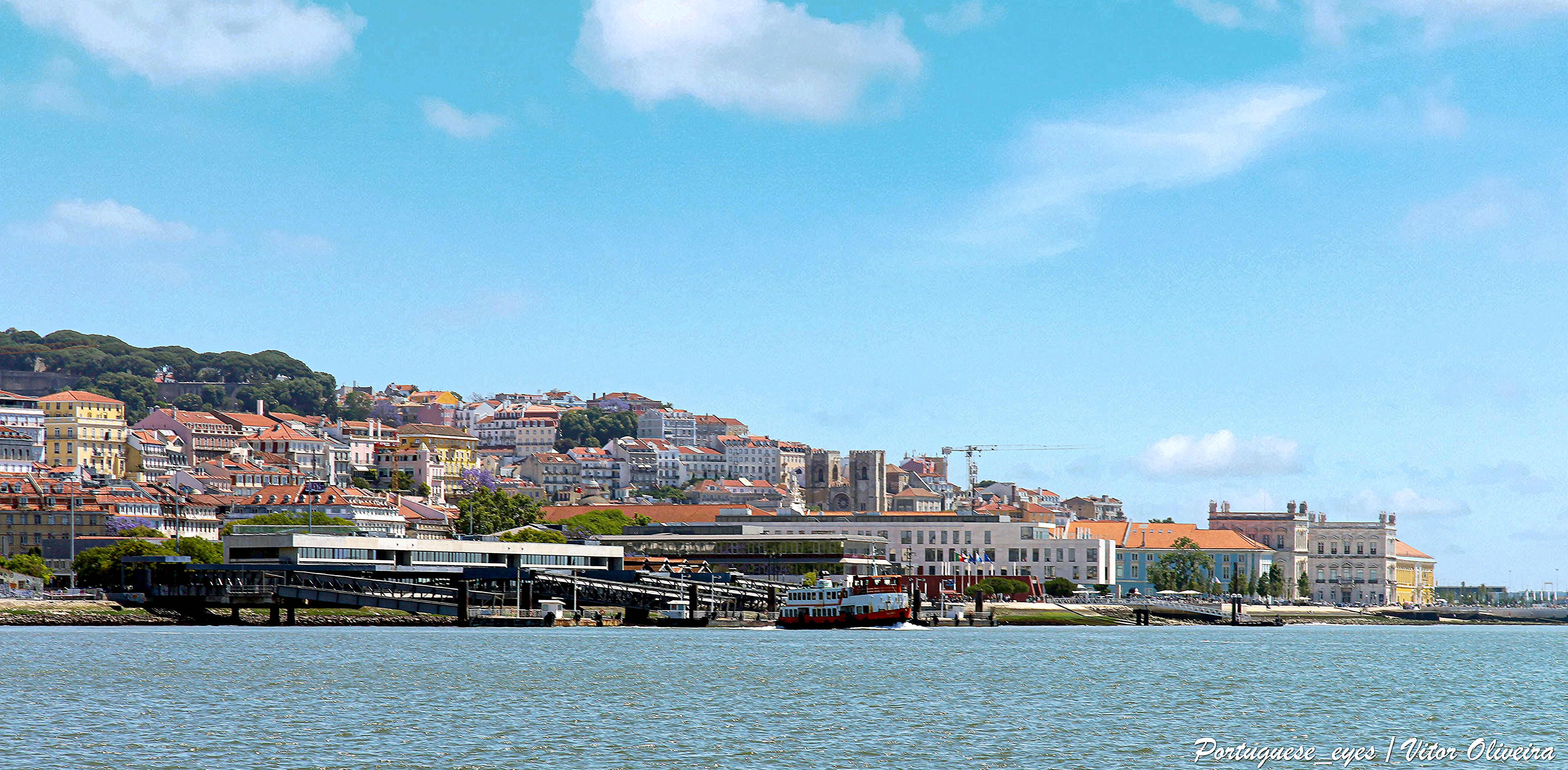
Vista geral do Terminal Fluvial do Cais do Sodré, 2021

O Terminal Fluvial do Cais do Sodré situa-se na cidade de Lisboa, em Portugal e permite o acesso às embarcações que fazem o trajeto entre o Cais do Sodré e a Margem Sul do rio Tejo:
- ~C~ Cais do Sodré ⇄ Cacilhas
- ~M~ Cais do Sodré ⇄ Montijo
- ~S~ Cais do Sodré ⇄ Seixal

Terminado já no no século XXI, o novo edifício é composto por um longo átrio longitudinal que dá acesso a zonas de apoio, a uma cafetaria e às salas de espera que antecedem os vários cais de embarque. O projeto de arquitetura é de autoria de Pedro Botelho e Nuno Teotónio Pereira. Possui ligações à Linha de Cascais da CP Lisboa, aos transportes rodoviários da Carris e Carris Metropolitana e à rede do Metropolitano de Lisboa.
Conexões:
- Elétrico: 15E 18E
- Autocarro: 201 202 206 207 208 210 706 714 728 732 735 736 758 760 781 782 3708 CP

- Comboio: C
- Metro:  Cais do Sodré
- Táxi: LSB

#### Terreiro do Paço

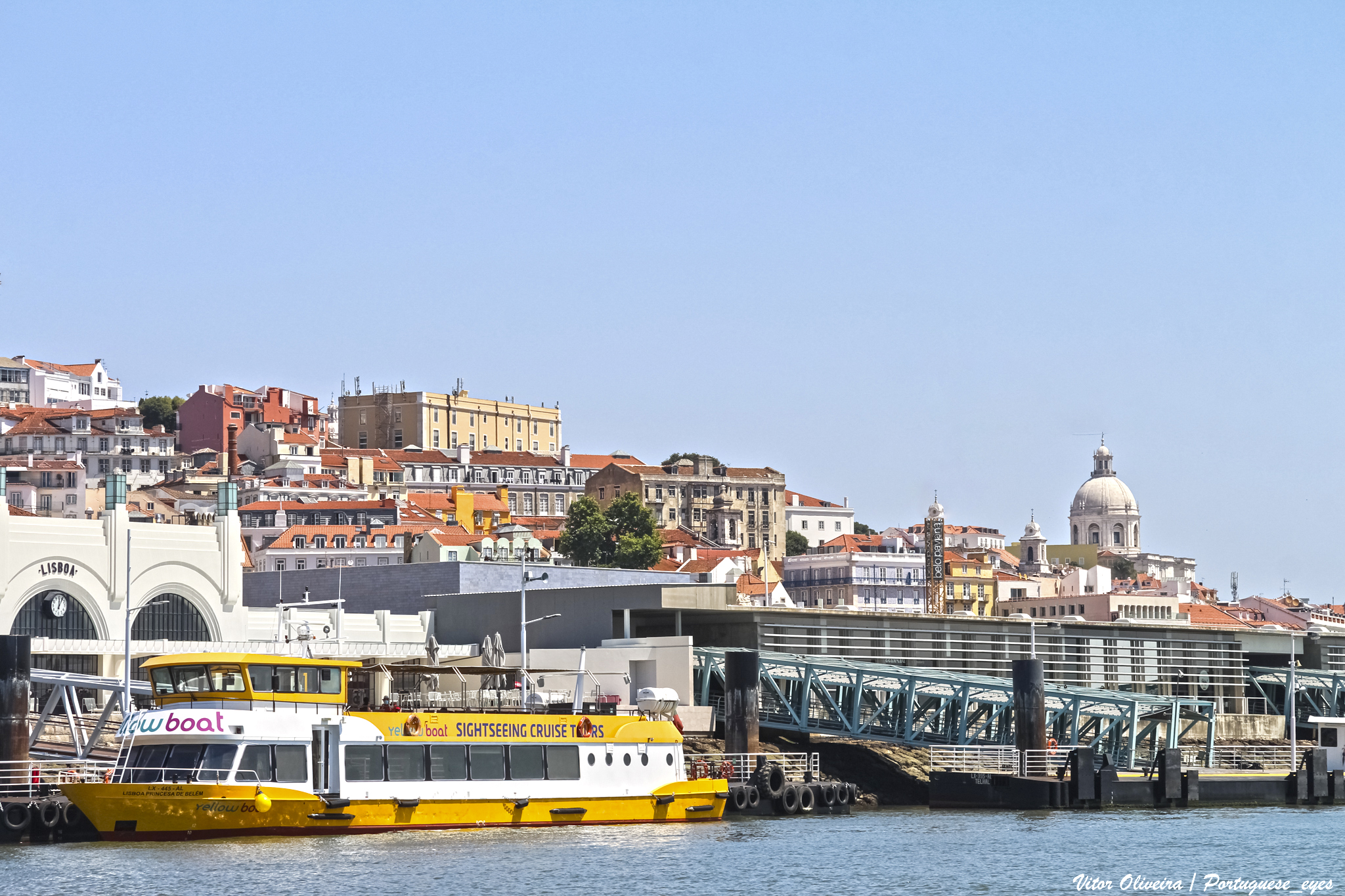
Vista geral do Terminal Fluvial do Terreiro do Paço, 2021

O Terminal Fluvial do Terreiro do Paço situa-se na cidade de Lisboa, em Portugal e permite o acesso às embarcações que fazem o trajeto entre a Praça do Comércio e a Margem Sul do rio Tejo:
- ~B~ Terreiro do Paço ⇄ Barreiro

O atual terminal de passageiros foi inaugurado a 4 de setembro de 2011, um projeto inicialmente proposto em 2002 pelo atelier Daciano da Costa com o objetivo de ampliar o edifício já existente, datado de 1932 e projetado por Cotinelli Telmo, e que visava responder ao rápido crescimento de procura das ligações fluviais. Com a inauguração do novo edifício as instalações anteriores foram encerradas e acabaram por sofrer obras de requalificação entre novembro de 2019 e abril de 2021. O projeto, da autoria de Ana Costa, neta de Cotinelli Telmo, contemplava a conversão de alguns espaços do edifício para fins comerciais e turísticos. A 1 de maio de 2021 o edifício da estação original foi reinaugurado, apresentando a mesma arquitetura que tinha sido desenhada em 1929.
A 2 de novembro de 2012 a estação tornou-se num monumento de interesse público através da Portaria n.º 640/2012, DR, 2.ª série, n.º 212.
Possui ligações ao transporte rodoviário da Carris e à rede do Metropolitano de Lisboa.
Conexões:
- Elétrico: 15E 25E
- Autocarro: 10B 206 207 208 210 706 711 728 732 735 746 759 760 774 781 782 794

- Metro:  Terreiro do Paço
- Táxi: LSB

#### Barreiro

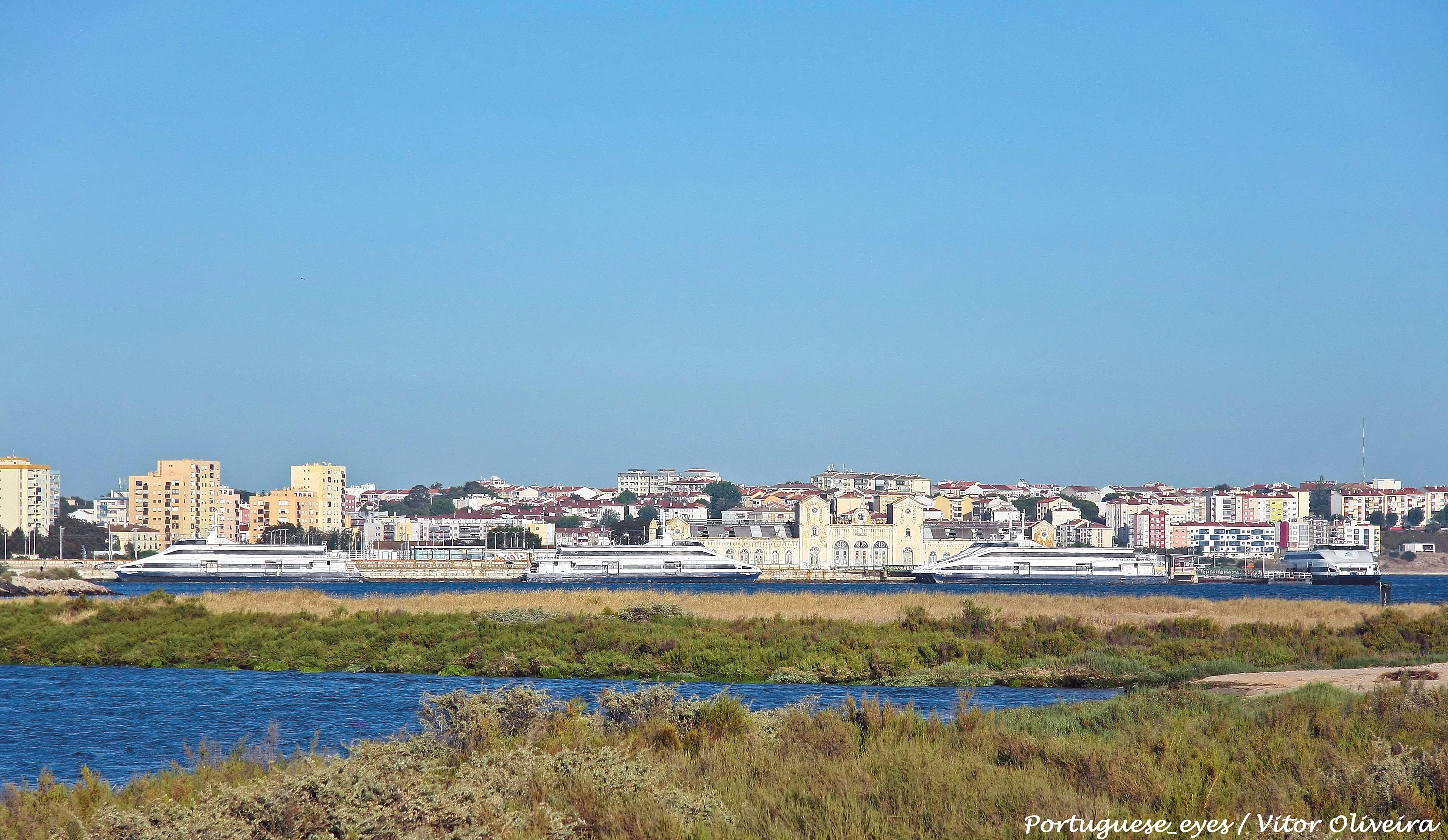
Vista geral do Terminal Fluvial do Barreiro, 2020

O Terminal Fluvial do Barreiro situa-se na cidade do Barreiro, em Portugal e permite o acesso às embarcações que fazem o trajeto entre o Barreiro e a Margem Norte do rio Tejo:
- ~B~ Barreiro ⇄ Terreiro do Paço

Possui ligações à Linha do Sado da CP Lisboa e aos transportes rodoviários da Carris Metropolitana e dos Transportes Coletivos do Barreiro.
Conexões:
- Autocarro: 1 2 3 4 7 8 14 15 16 37 3615 4600 4602 4604 4610

- Comboio: SA
- Táxi: BRR

#### Cacilhas

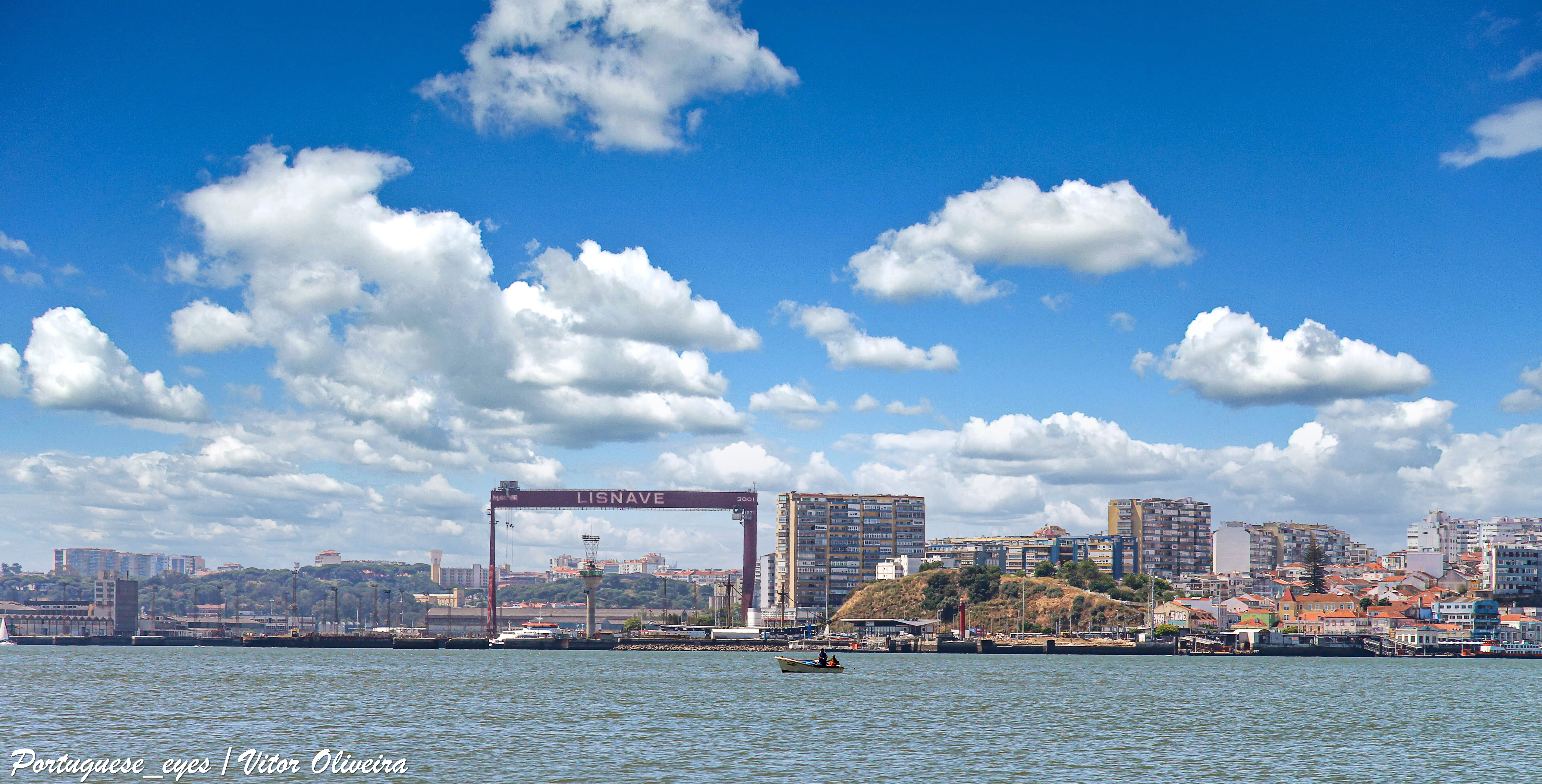
Vista geral do Terminal Fluvial de Cacilhas, 2021

O Terminal Fluvial de Cacilhas situa-se na cidade de Almada, em Portugal e permite o acesso às embarcações que fazem o trajeto entre a zona de Cacilhas e a Margem Norte do rio Tejo:
- ~C~ Cacilhas ⇄ Cais do Sodré

Possui ligações ao transporte rodoviário da Carris Metropolitana e à rede do Metro Sul do Tejo.
Conexões:
- Autocarro: 3001 3003 3005 3007 3009 3011 3012 3013 3022 3040 3041 3505 3506 3507 3508 3509 3510 3511 3512 3513 3514 3535 3536 3605
- Metro:  1 2
- Táxi: ALM

#### Montijo

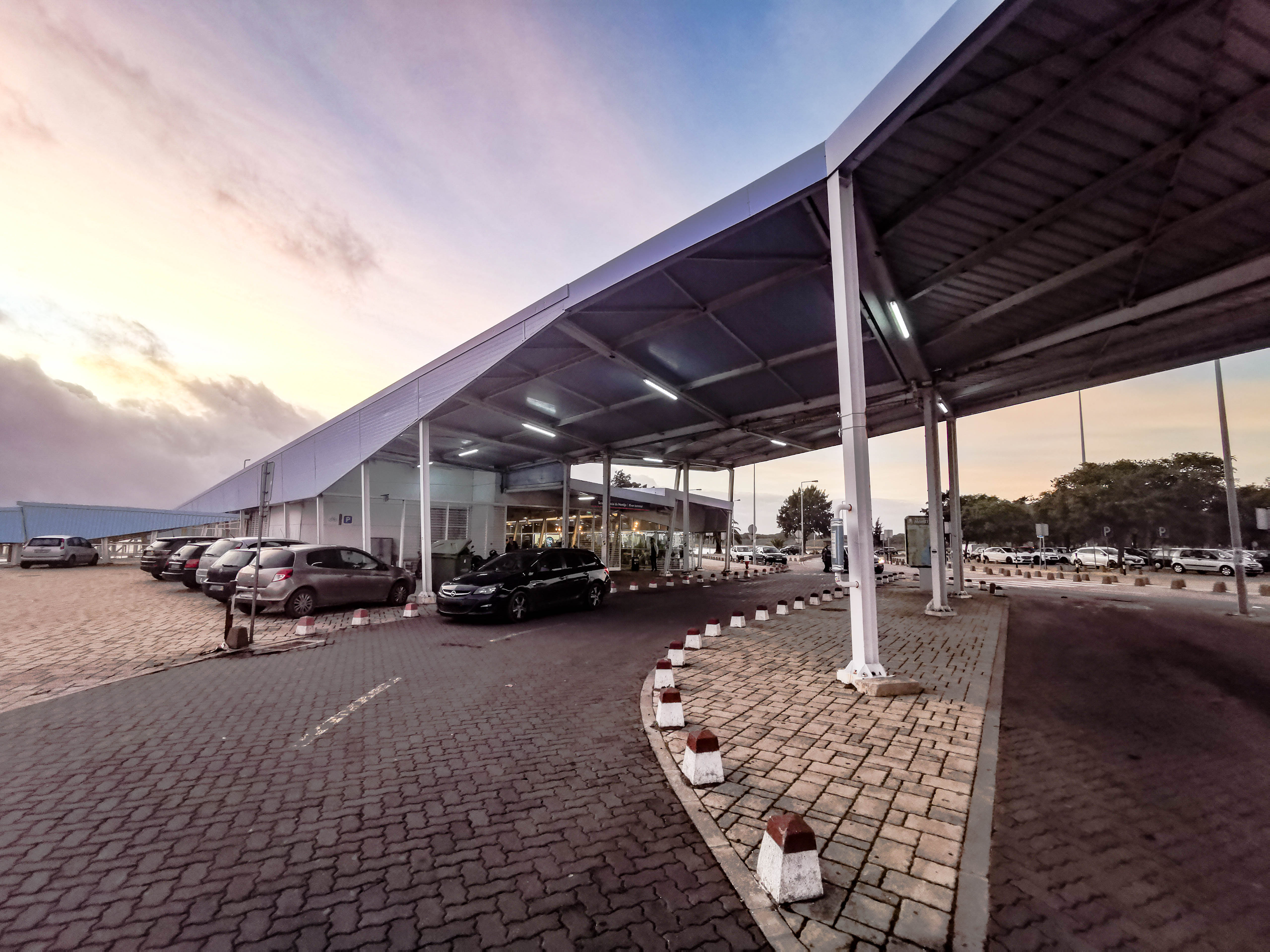
Entrada do Terminal Fluvial do Montijo, 2019

O Terminal Fluvial do Montijo situa-se na cidade do Montijo, em Portugal e permite o acesso às embarcações que fazem o trajeto entre a zona do Montijo e a Margem Norte do rio Tejo:
- ~M~ Montijo ⇄ Cais do Sodré

Possui ligações ao transporte rodoviário da Carris Metropolitana.
Conexões:
- Autocarro: 4202 4203 4204 4205 4206 4207 4208 4501 4504
- Táxi: MTJ

#### Porto Brandão

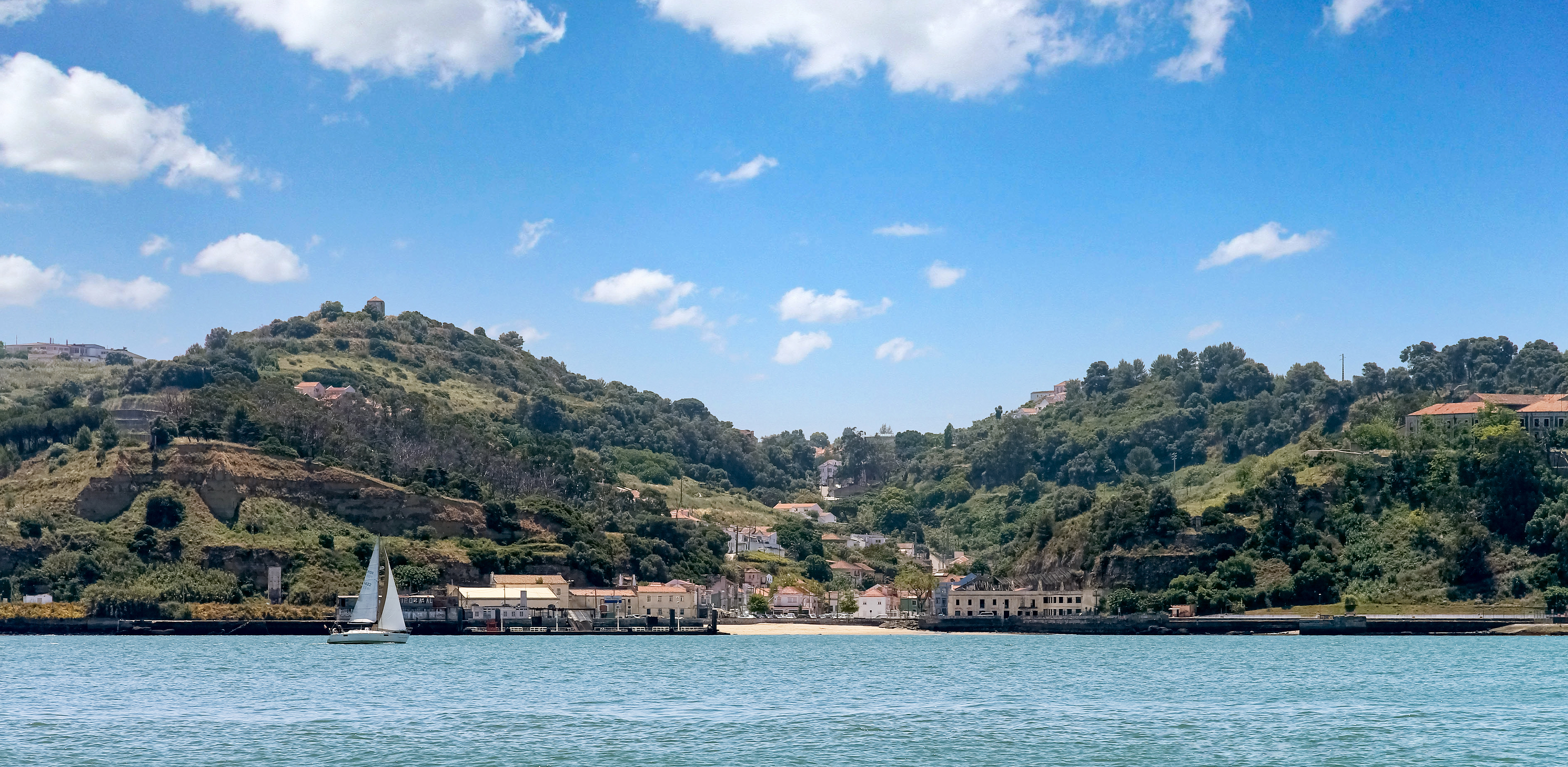
Vista geral da Estação Fluvial do Porto Brandão, 2021

A Estação Fluvial do Porto Brandão situa-se no concelho de Almada, em Portugal e permite o acesso às embarcações que fazem o trajeto entre as zonas da Trafaria e Porto Brandão e a Margem Norte do rio Tejo:
- ~T~ Trafaria ⇄ Porto Brandão ⇄ Cais do Sodré

Possui ligações ao transporte rodoviário da Carris Metropolitana.
Conexões:
- Autocarro: 3034

#### Seixal

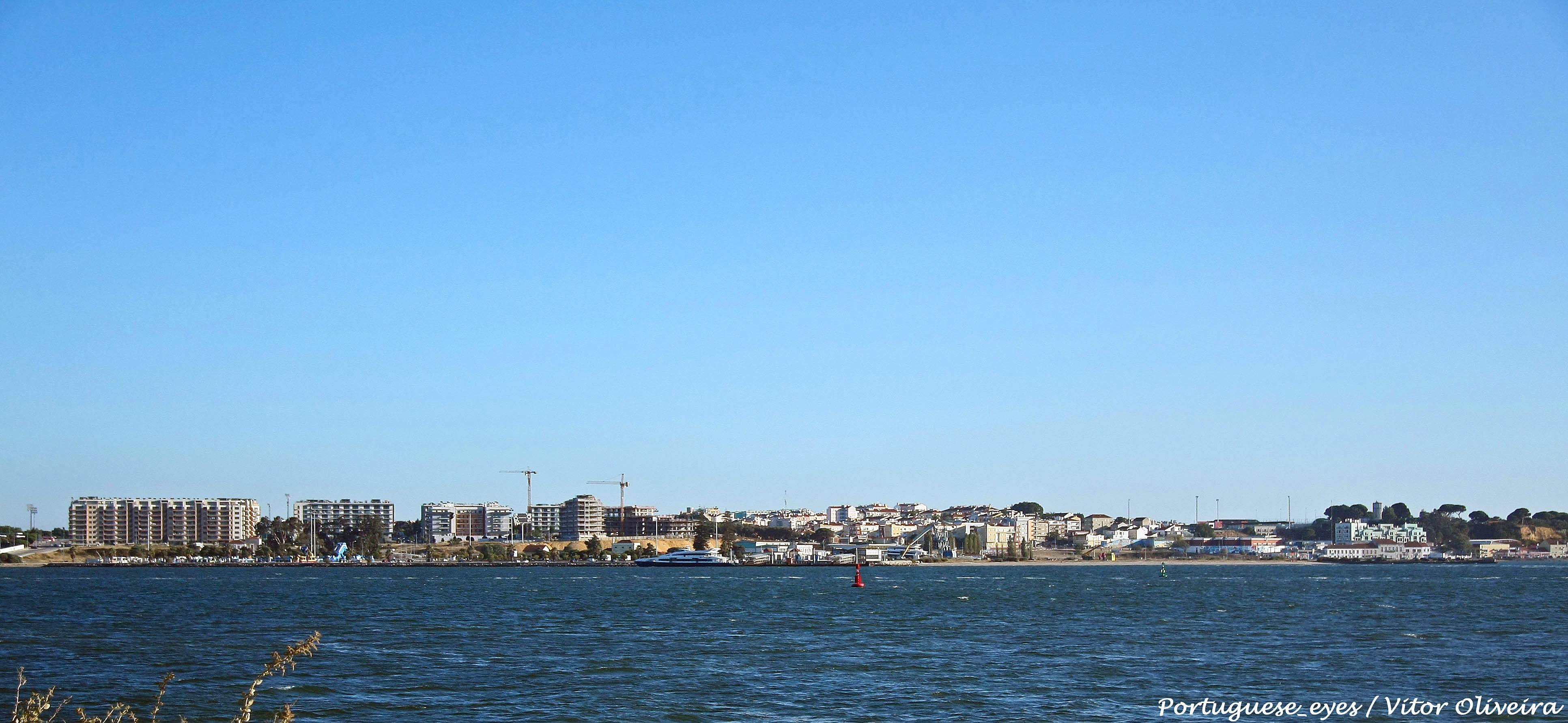
Vista geral do Terminal Fluvial do Seixal, 2019

O Terminal Fluvial do Seixal situa-se na cidade do Seixal, em Portugal e permite o acesso às embarcações que fazem o trajeto entre a zona do Seixal e a Margem Norte do rio Tejo:
- ~S~ Seixal ⇄ Cais do Sodré

Possui ligações ao transporte rodoviário da Carris Metropolitana.
Conexões:
- Autocarro: 3111 3112 3113 3116 3118 3119 3120 3508 3509 3523 3615 4621
- Táxi: SXL

#### Trafaria

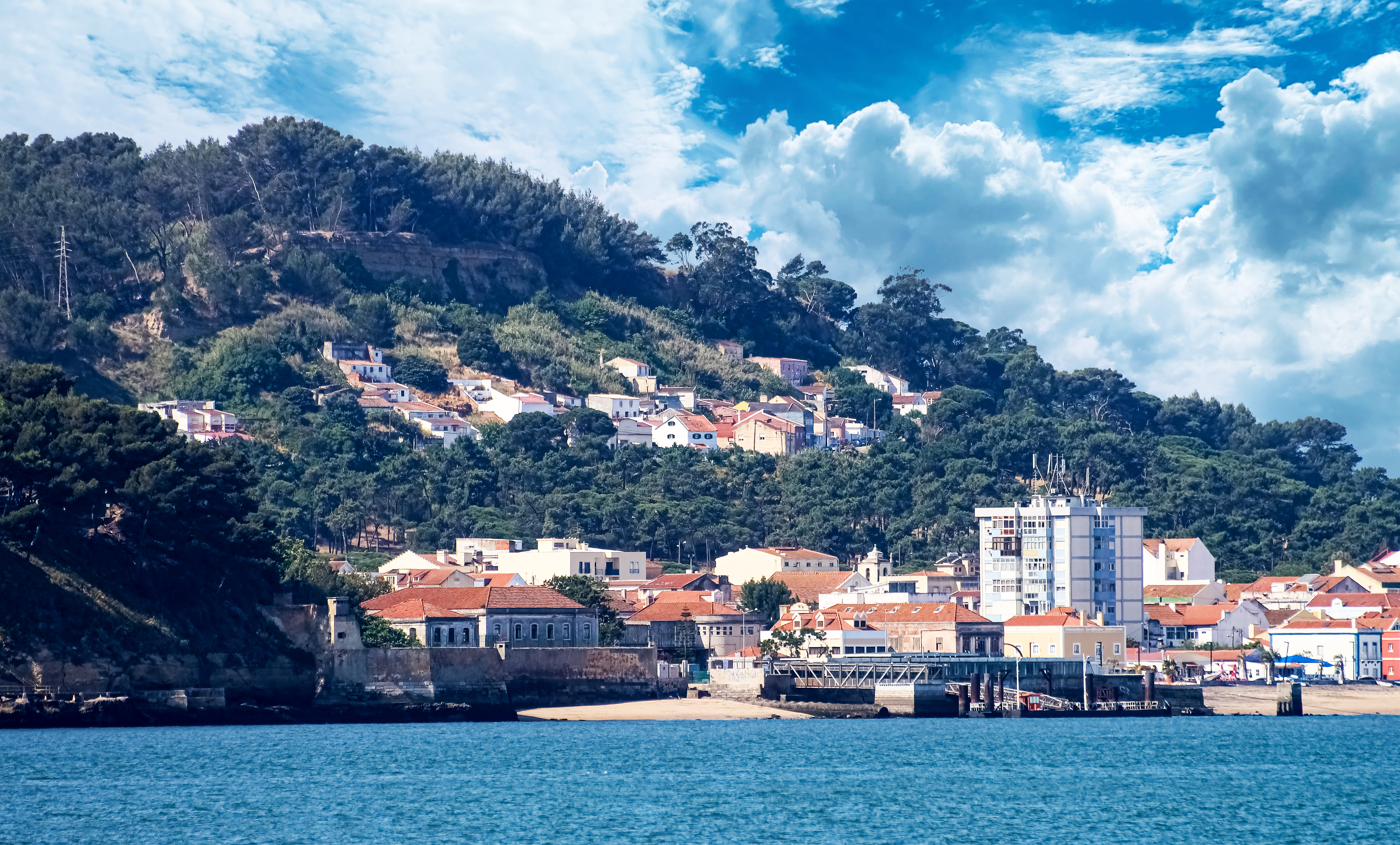
Vista geral da Estação Fluvial da Trafaria, 2021

A Estação Fluvial da Trafaria situa-se no concelho de Almada, em Portugal e permite o acesso às embarcações que fazem o trajeto entre as zonas da Trafaria e Porto Brandão e a Margem Norte do rio Tejo:
- ~T~ Trafaria ⇄ Porto Brandão ⇄ Cais do Sodré

Possui ligações ao transporte rodoviário da Carris Metropolitana.
Conexões:
- Autocarro: 3009 3019 3021 3030 3039
- Táxi: ALM

### Ligações
Todas as ligações do grupo Transtejo têm um dos seus terminais na cidade de Lisboa.

#### Barreiro
~B~ Terminais: Terreiro do Paço (Lisboa) e Barreiro
Duração média: 20 minutos (algumas viagens têm 25 minutos de percurso)
Tipo de serviço: passageiros (catamarã)
Partidas por dia:
- Terreiro do Paço - Barreiro: 75 (dias úteis) / 33 (sábados) / 30 (domingos e feriados)[32]
- Barreiro - Terreiro do Paço: 76 (dias úteis) / 33 (sábados) / 30 (domingos e feriados)[32]

Esta ligação permite o acesso dos passageiros da CP do serviço Urbano do Sado até Lisboa. É a ligação que mais passageiros transporta (8 957 017 em 2009) e a que evidencia uma tímida tendência de crescimento, em virtude da ligação do serviço Urbano da CP entre Praias do Sado, Setúbal e Barreiro, da Estação Terreiro do Paço e da reformulação da rede da Carris no Terreiro do Paço que permite alcançar pontos distantes em pouco tempo. Apresentou, em 2009, as melhores taxas de ocupação da frota, as quais nas horas de ponta variaram, no sentido mais favorável, entre 57,7%, na ponta da tarde e 66,3%, na ponta da manhã. Já a taxa de ocupação média fora dos horários de ponta situou-se nos 26,2% que, apesar de ser uma taxa baixa, era a melhor de todas as carreiras do Grupo Transtejo e superior às melhores taxas verificadas na carreira da Trafaria/Porto Brandão. À data de 2009, custava à empresa 0,65€ o transporte de um passageiro nesta ligação. Esta ligação foi a única operada pela Soflusa durante a sua existência.

#### Cacilhas
~C~ Terminais: Cais do Sodré (Lisboa) e Cacilhas
Duração média: 10 minutos
Tipo de serviço: passageiros e viaturas (ferry-boat) / passageiro (cacilheiros)
Partidas por dia:
- Cais do Sodré - Cacilhas: 83 (dias úteis) / 52 (sábados) / 52 (domingos e feriados)[33]
- Cacilhas - Cais do Sodré: 83 (dias úteis) / 52 (sábados) / 52 (domingos e feriados)[33]

Em 2009 transportou 6 823 149 passageiros, representando 36% do total do grupo. É a segunda carreira do grupo com mais passageiros transportados. No mesmo ano foram transportadas 46 mil viaturas no serviço ferry.. No mesmo período, cada passageiro transportado nesta ligação custou 0,29€. As taxas de ocupação média, nesta ligação, nos horários de ponta situaram-se nos 41,6%, na ponta da manhã, e de 42,9%, na ponta da tarde, sendo que tais percentagens caíam para 20,3% fora das horas de ponta. 

#### Montijo
~M~ Terminais: Cais do Sodré (Lisboa) e Montijo
Duração média: 25 minutos
Tipo de serviço: passageiros (catamarã)
Partidas por dia:
- Cais do Sodré - Montijo: 21 (dias úteis) / 11 (sábados) / 8 (domingos e feriados)[35]
- Montijo - Cais do Sodré: 22 (dias úteis) / 11 (sábados) / 8 (domingos e feriados)[35]

Esta ligação permite o transporte entre o Montijo e Lisboa. Em 2009 transportou um total de 1 097 354 passageiros, com o custo de transporte de cada um deles a situar-se nos 3,09€ no mesmo período.

#### Seixal
~S~ Terminais: Cais do Sodré (Lisboa) e Seixal
Duração média: 20 minutos
Tipo de serviço: passageiros (catamarã)
Partidas por dia:
- Cais do Sodré - Seixal: 26 (dias úteis) / 11 (sábados) / 9 (domingos e feriados)[36]
- Seixal - Cais do Sodré: 27 (dias úteis) / 11 (sábados) / 9 (domingos e feriados)[36]

Esta ligação permite o transporte entre o Seixal e Lisboa. Em 2009 transportou um total de 1 499 839 passageiros, com o custo de transporte de cada um deles a situar-se nos 1,96€ no mesmo período.

#### Trafaria e Porto Brandão
~T~ Terminais: Belém (Lisboa), Porto Brandão e Trafaria
Duração média: 25 minutos
Tipo de serviço: passageiro (cacilheiros e/ou alemães)
Partidas por dia:
- Belém - Porto Brandão - Trafaria: 12 (dias úteis) / 11 (sábados) / 10 (domingos e feriados)[37]
- Belém - Trafaria - Porto Brandão: 2 (dias úteis) / 2 (sábados) / 2 (domingos e feriados)[37]
- Trafaria - Porto Brandão - Belém: 12 (dias úteis) / 11 (sábados) / 10 (domingos e feriados)[37]
- Porto Brandão - Trafaria - Belém: 2 (dias úteis) / 2 (sábados) / 2 (domingos e feriados)[37]

Esta ligação permite o transporte entre a Trafaria e a zona de Belém (em Lisboa),  com escala em Porto Brandão. Algumas ligações fazem o inverso, tendo terminal em Porto Brandão e escala na Trafaria. É a ligação que menos passageiros transportou em 2009, apenas 589 940, com o transporte de cada passageiro a custar 4,83€ no mesmo período.